# Breznička (Banská Bystrica)
Breznička (em húngaro: Ipolyberzence; alemão: Bersentz, Bresnitz) é um município da Eslováquia, situado no distrito de Poltár, na região de Banská Bystrica. Tem 9,21 km² de área e sua população em 2018 foi estimada em 745 habitantes.

## Demografia
| Ano:        | 1994 | 2004   | 2014   | 2024   |
| ----------- | ---- | ------ | ------ | ------ |
| Broj ljudi: | 794  | 772    | 768    | 744    |
| Razlika:    |      | -2,77% | -0,51% | -3,12% |

| Ano:               | 2023 | 2024   |
| ------------------ | ---- | ------ |
| Número de pessoas: | 737  | 744    |
| Diferença:         |      | +0,94% |